# آشپزی نیجریه

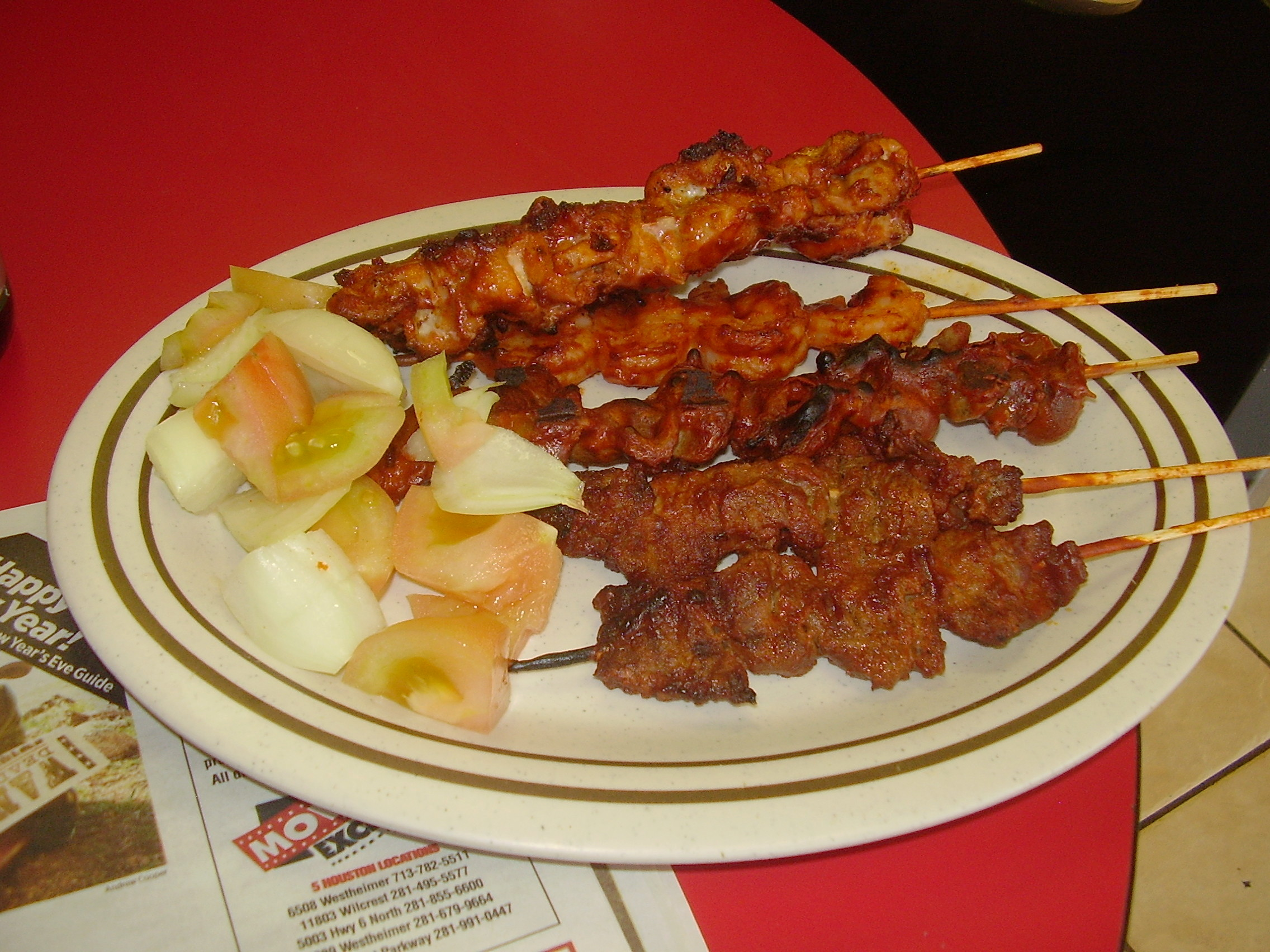
سویا (Suya)، غذای نیجریه ای

آشپزی نیجریه (انگلیسی: Nigerian cuisine) شامل غذاها یا اقلام غذایی متعلق به صدها گروه قومی است که نیجریه را تشکیل داده‌اند. مانند دیگر آشپزی‌های آفریقای غربی، از ادویه‌ها و سبزی‌ها به همراه روغن پالم یا روغن بادام زمینی برای افزایش زیاد مزه سوپ‌ها و سس‌ها استفاده می‌کند.
ضیافت‌های نیجریه می‌تواند رنگارنگ و مجلل باشد، حال آنکه عرضه اقلام خوش طعم و میان‌وعده‌های کنار جاده که روی باربیکیو پخته شده‌اند یا در روغن سرخ شده‌اند، بسیار زیاد و متنوع هستند. هم چنین گوشت شکار در نیجریه مصرف می‌شود. تشی دم‌فرچه‌ای و موش نیزار، محبوب‌ترین گونه‌های گوشت شکار در نیجریه هستند.